# Travná (Javorník)

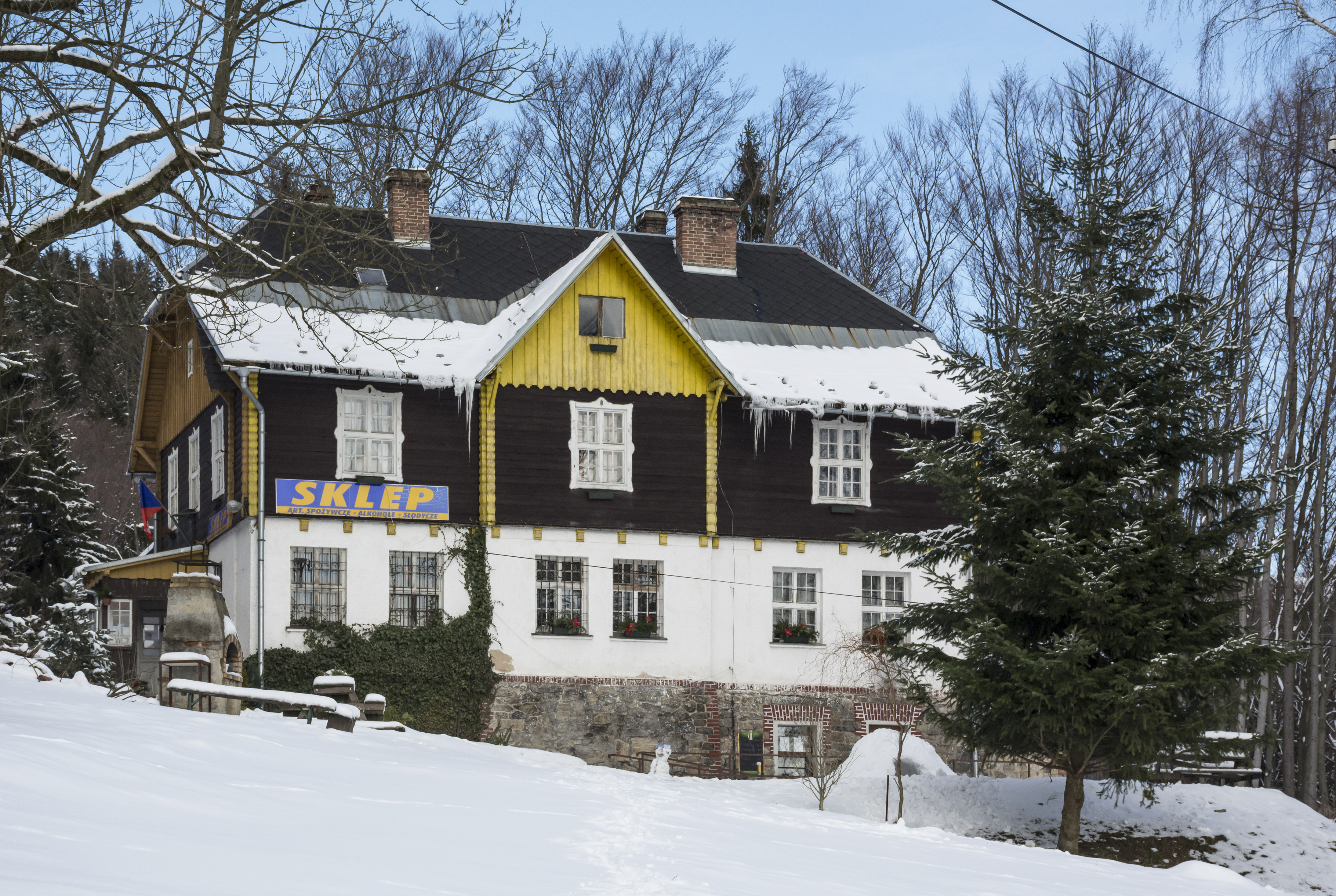
Dom w Travnej

Travná, w latach 1921–1948 Krutvald (niem. Krautenwalde) – wieś w Czechach, w kraju ołomunieckim, w Górach Złotych w pobliżu granicy z Polską. Historycznie wieś leży na terenie Dolnego Śląska. Najstarsza wzmianka o miejscowości pochodzi z 1295 r. Od 1960 r. jest częścią Javorníka.
Do 21 grudnia 2007 r. nieopodal wsi, na Przełęczy Lądeckiej znajdowało się przejście graniczne Travná – Lutynia prowadzące do wsi Lutynia i dalej Lądka-Zdroju. Obecnie ruch kołowy i pieszy odbywa się bez kontroli.

## Zabytki
- Neogotycki kościół pw. Najświętszej Marii Panny(inne języki) wybudowany w latach 1879–1881 według projektu wiedeńskiego architekta Friedricha von Schmidta (autora m.in. ratusza w Wiedniu).
- Kaplica odpustowa pw.(inne języki) Matki Boskiej z La Salette. Pierwotną drewnianą budowlę poleciła wznieść w 1851 Veronika Eichinger jako wotum za uzdrowienie. W latach 1857–1858 wybudowano murowaną kaplicę. W jej pobliżu znajduje się źródełko uchodzące za cudowne i krajobrazowa droga krzyżowa(inne języki).